# Rififi (bande dessinée)
Pour les articles homonymes, voir Rififi.
Rififi le moineau turbulent, Rififi ou Les Aventures de Rififi sont une série de bande dessinée humoristique, créée par Dimitri pour le Journal de Tintin où elle paraît de 1970 à 1980. Elle est ensuite publiée en albums, par Artefact puis par les Éditions du Taupinambour.

## Trame
Rififi est un oisillon, un jeune moineau gourmand, chapardeur et turbulent. Il est chassé du nid familial par ses deux frères moineaux, à cause des punitions qu'il leur attire. 
Il rencontre plusieurs animaux, et s'installe douillettement dans une pantoufle juchée sur la branche d'un arbre, d'où il est régulièrement tiré par un ami ou un importun pour des aventures humoristiques qu'il subit avec philosophie.

## Historique de la série
Guy Mouminoux, plus connu ensuite sous son pseudonyme Dimitri, crée la série Rififi en 1970 pour le Journal de Tintin, où elle paraît jusqu'en 1980. Cette série est publiée ensuite par les éditions Artefact en 1981, puis en plusieurs albums par les Éditions du Taupinambour à partir de 2003
Mouminoux reçoit pour cette série le Prix Saint-Michel du meilleur dessin satirique, en 1974.

## Parution dansTintin
Rififi le moineau turbulent est le titre des premiers récits de Rififi, qui paraissent à partir de 1970 dans l'hebdomadaire Tintin, édition française et édition belge. Ils sont publiés en 1970 et 1971 par récits complets de cinq planches chacun.
De 1972 à 1980, la série se poursuit par récits complets d'une longueur variant de deux à dix planches. Elle paraît généralement dans Tintin, mais parfois dans Tintin Sélection.

## Récompenses
- Prix Saint-Michel du meilleur dessin satirique, en 1974, pour Mouminoux, au titre de cette série[4].

## Albums
La première publication en album des aventures de Rififi est due aux éditions Artefact, en 1981, en un volume de 55 planches, en quadrichromie :
- Les aventures de Rififi, par Mouminoux, éditions Artefact, 1981, 55 planches.

Ensuite les Éditions du Taupinambour en publient cinq albums, chacun de 40 planches :
1. Les aventures de Rififi, tome 1, par Dimitri, Éditions du Taupinambour, 40 planches, 2004  (ISBN 2-9520160-0-3) ;
2. Les aventures de Rififi, tome 2, par Dimitri, Éditions du Taupinambour, 40 planches, 2004  (ISBN 2-9520160-8-9) ;
3. Les aventures de Rififi, minitome 1, par Dimitri, Éditions du Taupinambour, 40 planches de petit format, 2005  (ISBN 2-350-11010-9) ;
4. Les aventures de Rififi, par Dimitri, Éditions du Taupinambour, 40 planches, 2010 ;
5. Les aventures de Rififi, par Dimitri, Éditions du Taupinambour, 40 planches, 2010.

La première aventure de Rififi, de février 1970, est republiée sur cinq pages dans La Grande Aventure du journal Tintin, en 2016.